# Barbie Dreamhouse Adventures
Barbie Dreamhouse Adventures (numit și Barbie: Dreamhouse Adventures sau Dream House Adventures) este un serial realizat de Mattel, proprietarul brandului Barbie, complementar cu noul serial Barbie: Dreamtopia.
Serialul este destinat copiilor de 5-11 ani și se concentrează pe Barbie și surorile ei: Skipper, Stacie și Chelsea în Malibu.
În România, se difuzează pe canalul Minimax.

## Voci
- America Young - Barbie Roberts
- Kristen Day - Skipper Roberts
- Cassandra Lee Morris - Stacie Roberts
- Cassidy Naber - Chelsea Roberts
- Ritesh Rajan - Ken Carson
- Lisa Fuson - Doamna Roberts
- Greg Chun - Domnul Roberts